# Ивахино
Ивахино — деревня в Бережанской волости Островского района Псковской области.
Расположена на правом берегу реки Великой, в 14 км к северо-западу от центра города Остров и в 6 км к северо-западу от деревни Рубилово.
Численность населения деревни по состоянию на 2000 год составляла 18 человек.
До 2005 года деревня входила в состав ныне упразднённой Калининской волости с центром в д. Рубилово.